# Lutz Nordmann
Lutz Nordmann (* 1957) ist ein deutscher Sportwissenschaftler.

## Leben
Nordmann, der für die Hockeynationalmannschaft der Deutschen Demokratischen Republik spielte, absolvierte von 1978 bis 1982 an der Deutschen Hochschule für Körperkultur (DHfK) in Leipzig ein Studium der Sportwissenschaft. Seine Abschlussarbeit schrieb er zum Thema „Psychologie im Hockeysport“. Von 1982 bis 1992 war er im Bereich Allgemeine Bewegungs- und Trainingswissenschaft Wissenschaftlicher Mitarbeiter an der DHfK sowie nach deren Auflösung an der Universität Leipzig. Seine im Jahr 1987 vorgelegte Doktorarbeit trug den Titel „Zur Bedeutung sporttechnisch-koordinativer Leistungsvoraussetzungen und des sensomotorischen Übertragungsverhaltens für die Höhe des Ausschöpfungsgrades konditioneller Potenzen“.
Ab 1992 und bis 1996 war Nordmann als Trainingswissenschaftlicher Mitarbeiter am Olympiastützpunkt Leipzig tätig.
Zum 1. Oktober 1996 wurde er Sportdirektor des Deutschen Hockey-Bundes (DHB) und blieb bis zum 31. März 2004 im Amt. In diese Zeit fielen unter anderem die Weltmeistertitel der deutschen Feldhockeynationalmannschaft 2002, die beiden Hallenhockeyweltmeistertitel im Jahr 2003 (Damen und Herren), acht Hallenhockeyeuropameistertitel der Damen und Herren sowie zwei Feldhockeyeuropameistertitel der Herren. Er verließ den DHB, um ins Amt des stellvertretenden Direktors der Trainerakademie des Deutschen Sportbundes zu wechseln. 2005 übernahm er die Direktorenstelle der Trainerakademie.
Gemeinsam mit Katrin Barth veröffentlichte Nordmann die Lehrbücher „Ich lerne Hockey“ und „Ich trainiere Hockey“. Mit Berndt Barth brachte er das Werk „Hockey - Modernes Nachwuchstraining“ heraus.
Beim Deutschen Olympischen Sportbund (DOSB) wurde Nordmann in mehreren Ausschüssen tätig, darunter im Beirat für Leistungssportentwicklung sowie im Beirat für Bildung und Sportentwicklung. Er ist Redaktionsmitglied bei der Zeitschrift „International Sport Coaching Journal“ und seit 2006 im Europäischen Trainerrat (ECC) sowie in der Vereinigung „International Council for Coaching Excellence“ (ICCE) vertreten.
Neben seiner Tätigkeit als Direktor der Trainerakademie in Köln sowie seinen Mitgliedschaften in Ausschüssen und weiteren Gremien arbeitete Nordmann ab 2007 am Aufbau der Fachhochschule für Sport und Management Potsdam der Europäischen Sportakademie des Landes Brandenburg mit. Im Juli 2011 wurde er dort zum Honorarprofessor für die Bereiche Trainingswissenschaft und Leistungssport ernannt.
Im Juli 2013 wurde Nordmann Vorsitzender der Kommission „Prävention“ der Nationalen Anti Doping Agentur (NADA).